# Silvio Mattioli
Silvio Mattioli (* 2. Februar 1929 in Winterthur-Töss; † 3. April 2011 in Zürich) war ein Schweizer Maler, Bildhauer, Eisen- und Stahlplastiker.

## Leben

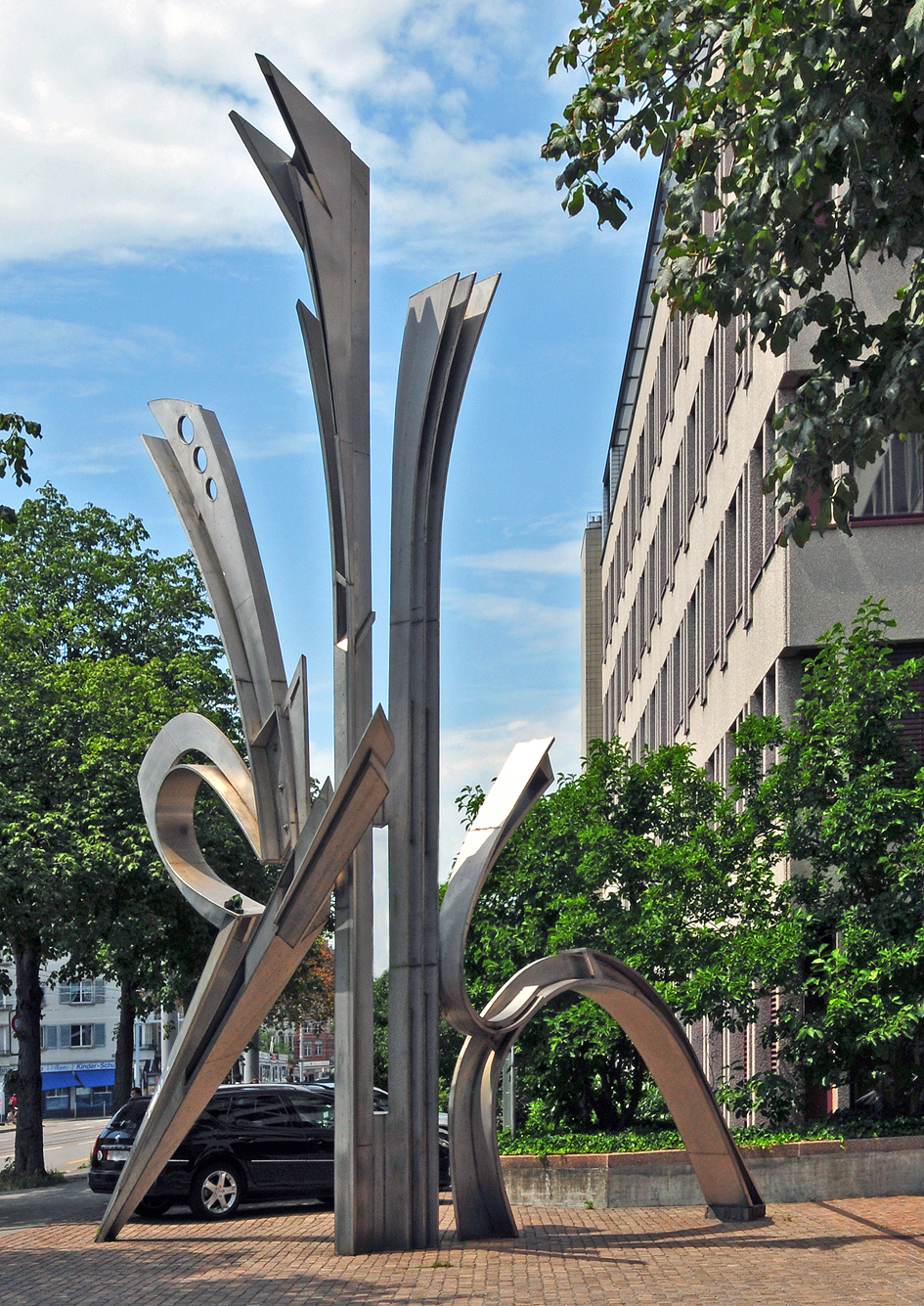
Silvio Mattioli schmiedete diese Monumentalplastik Verso La Luce (Empor zum Licht) in den Jahren 1983–1984.

Silvio Mattioli wurde in Winterthur-Töss in einer italienischen Schmiededynastie geboren. Er machte von 1945 bis 1946 eine Lehre als Steinbildhauer in Winterthur-Hegi  und besuchte die Kunstgewerbeschule Zürich. Otto Teucher unterrichtete ihn in Bildhauerei und Dr. Edwin Gradmann in Stilkunde und Kunstgeschichte. 1948 unternahm Mattioli eine Reise nach Paris. Dort lebte er von 1949 bis 1950. Er war fasziniert von Vincent van Goghs Malerei. Von Paris aus reiste er in die Bretagne und in die Normandie und begann zu malen. Er schuf Landschaften, Stillleben und Porträts, die er aber später zum grössten Teil vernichtete.
In den Jahren 1950 bis 1952 arbeitete er als Gehilfe von Hans Aeschbacher in Six-Fours-les-Plages (Var), (F) und Zürich. Nun entschied er sich für die Bildhauerei. Während des Jahres 1953 arbeitete er zeitweilig als Gehilfe in den Ateliers von Otto Müller, Alfred Huber und Eugen Häfelfinger. Er lernte den Architekten Ernst Gisel kennen, der ihm Aufträge vermittelte.
Er wirkte in der Zeit von 1951 bis 1954 als Holz- und Steinbildhauer und schuf archaisierende Frauentorsi und Tiere, mit denen er sich in die Tradition der archaisierenden Skulptur der 30er und 40er Jahre stellte. Zur Weiterbildung reiste er nach Frankreich und Italien. 1955 begann er, als Eisen- und Stahlplastiker zu arbeiten. Er schuf zunächst Kleinplastiken und seit 1967 vor allem Monumentalplastiken für den öffentlichen Raum. Von 1990 an widmete er sich wieder zunehmend den Kleinplastiken, in denen er die Formensprache seiner früheren Werkphasen wieder aufgriff. Auch die farbige Fassung von Monumentalplastiken wurde ihm wichtig. Neben schwarz verwendete er einen Blau-Rot-Kontrast und seit 1991 auch gelb; Beispiele dafür sind Trias von 1990 und Stoll-Plastik von 1991. In Aquarellen sowie Tusch- und Bleistiftzeichnungen entwickelte er die Gestaltung neuer Eisen- und Stahlplastiken, oder er variierte die Formen bereits ausgeführter Werke. 2004 schuf er Werke in Holz und Eisen, und 2008 widmete er sich der Buchgestaltung.
Förderpreise und Stipendien ermöglichten ihm seit 1956 eine kontinuierliche Arbeit. Von 1953 bis 1968 wirkte er in seinem Atelier an der Wuhrstrasse 10 in Zürich, ab 1969 in einem alten Bauernhaus in Schleinikon, das er gekauft und als Wohnhaus und Atelier umgebaut hatte. Ausserdem arbeitete er von 1962 bis 1967 zeitweise in einem Zweitatelier in Manerba del Garda in der Nähe von Verona. Seine Werke befinden sich in dem Musée d’Art et d’Histoire in Neuchâtel, im Museum zu Allerheiligen, im Kunstmuseum Winterthur, in der Sammlung Dr. Walter Bechtler und in der Stiftung für Eisenplastik, Sammlung Dr. Hans Koenig in Zollikon und im Kunsthaus Zürich.
Mattioli war zweimal verheiratet und hatte aus diesen Ehen drei Kinder, von denen das älteste, Enrico, mit nur 36 Jahren starb.

## Hauptwerke
- Hüter (Kleinplastik) 1958

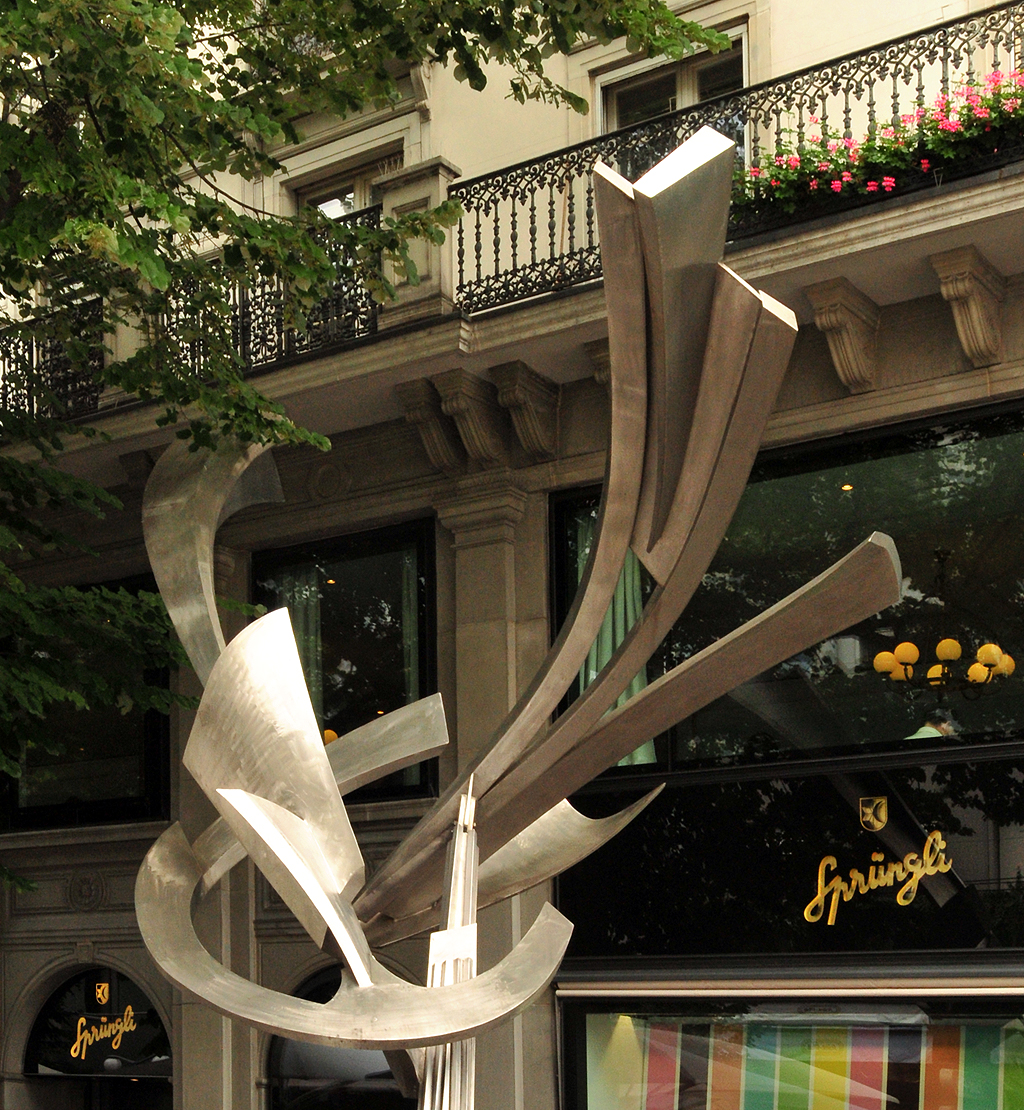
Die Monumentalplastik Großer Aufschwung vor der Confiserie Sprüngli am Paradeplatz in Zürich.

- Engel (Kleinplastik 1960) Privatbesitz, Schweiz
- Blütenfackel (Kleinplastik 1960), Privatbesitz, Stettlen BE, Schweiz
- Hahn (Kleinplastik 1960) Stadt Zürich
- Ikarus (Kleinplastik 1960–1961), Friedhof Sihlfeld, Zürich
- Chimären (Kleinplastik 1961), AC-Zentrum Spiez
- Roi Ubu (Kleinplastik 1965)
- Kreuzweg (Kleinplastik 1966), Frauenkloster Zum guten Hirten, Altstätten (SG)
- Reliefplastik (Kleinplastik 1966–1968), Schulhaus Rebacker, Herrliberg
- Lebensbaum (Kleinplastik 1967), Schulhaus Hinterwiden, Kloten
- Gekreuzigter Christus (Kleinplastik 1967–1968), Katholische St. Elisabethenen-Kirche, Kilchberg  ZH, Schweiz
- Winterthur-Leben[1] (Monumentalplastik 1967–1970), Winterthur-Versicherung, Winterthur  ZH, Schweiz
- Der Lebensbaum (Metallplastik 1970), Garten des Krankenheims beim Limmattal Spital, Schlieren,  Schweiz
- Komposition in Kor-ten (Monumentalplastik 1972–1973), HSR – Technische Hochschule, Rapperswil ZH, Schweiz
- Stahlplastik (Monumentalplastik 1973–1974), Nachbehandlungszentrum SUVA, Bellikon AG, Schweiz
- Aufbruch (Kleinplastik 1978), Privatbesitz, Los Angeles, USA

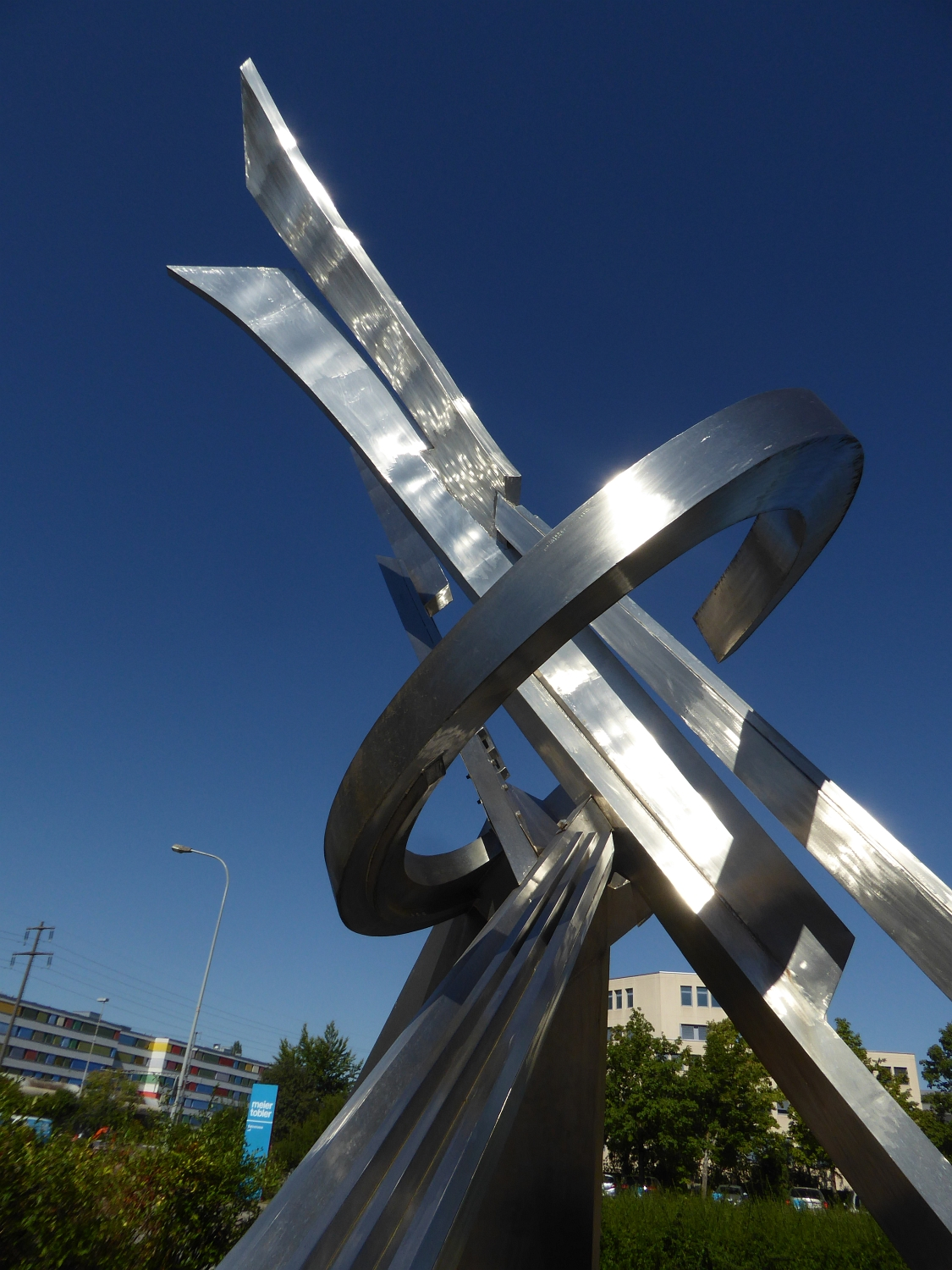
Astro-Lux (1980–1981), Walter Meier AG in Schwerzenbach.

- Astro-Lux (1980–1981), Walter Meier AG in Schwerzenbach.Großer Aufschwung (Monumentalplastik 1978–1979), Confiserie Sprüngli am Paradeplatz, Zürich
- Kopf in Ringform (Kleinplastik 1980), Privatbesitz
- Astro-Lux (Monumentalplastik 1980–1981), Walter Meier AG, Schwerzenbach ZH, Schweiz
- Kopf  (Kleinplastik 1981) Privatbesitz, Hüttikon ZH, Schweiz
- Verso La Luce (Monumentalplastik 1983–1984) KPMG, Badener Str. 172, Zürich
- Stahlplastik (Monumentalplastik 1985–1986), Flughafen Kloten
- Stahlplastik (Monumentalplastik 1989–1990), Grenzübergang Ramsen
- Trias (Monumentalplastik 1990) Fondation Pierre Gianadda, Martigny, VS
- Argus (Monumentalplastik 1990–1991), Firmengelände der Akorn AG, Hettlingen
- Stoll-Plastik (Monumentalplastik 1991), Martin Stoll, Waldshut-Tiengen, Deutschland
- Dynamik (Kleinplastik 1991) Privatbesitz, Solothurn, Schweiz
- Passion, Trilogie (Kleinplastik 1991–1992)
- Recke (Monumentalplastik 1993–1994), Gericke, Regensdorf ZH, Schweiz
- Kreuzweg (Monumentalplastik 1999–2002) Eisen geschmiedet, ca. 5 m, Pflegschloss-Park Schrobenhausen, Deutschland
- Trilogie (Eisenplastik 2002), Hotel Metropol Arbon, Arbon, Kanton Thurgau, Schweiz
- Kreislauf und Raumplastik (Monumentalplastiken ohne Jahresangabe), (PDF; 2,0 MB) in Bülach, Zürcher Unterland, Schweiz (Memento vom 10. August 2011 im Internet Archive)

## Förderpreise und Stipendien
- 1956 Förderpreis der Eidgenössischen Kunstkommission
- 1956, 1961 und 1974 Stipendium des Kantons Zürich
- 1960 Conrad-Ferdinand-Meyer-Preis[2]
- 1961 Eidgenössisches Kunststipendium
- 1963 Kiefer Hablitzel Stipendium

## Auszeichnungen
- 1980 Carl-Heinrich-Ernst-Kunstpreis in Winterthur

## Meisterschüler
- Kurt Laurenz Metzler (1965)
- Heinz Niederer[3] (1968–1969)

### Ausstellungskataloge
- Katalog zur Helmhaus Ausstellung Zürich: Skulpturen von 1956–1986.  Helmhaus, Zürich 1986.
- Wolfgang Schneider: Silvio Mattioli – Eroberer des Raumes. Ausstellungskatalog, Städtische Galerie Gladbeck, Gladbeck i. W. 1992.
- Katalog zur Ausstellung Silvio Mattioli – Eisenplastiken – Arbeiten auf Papier in der Stiftung für Eisenplastik, Sammlung Dr. Hans Koenig 1997.
- John Matheson u. a.: Silvio Mattioli, Eisenplastiken. Katalog zur Ausstellung in dem Kloster Disentis  (Vorwort von Peter K. Wehrli). Selbstverlag Zürich 2001.

### Sekundärliteratur

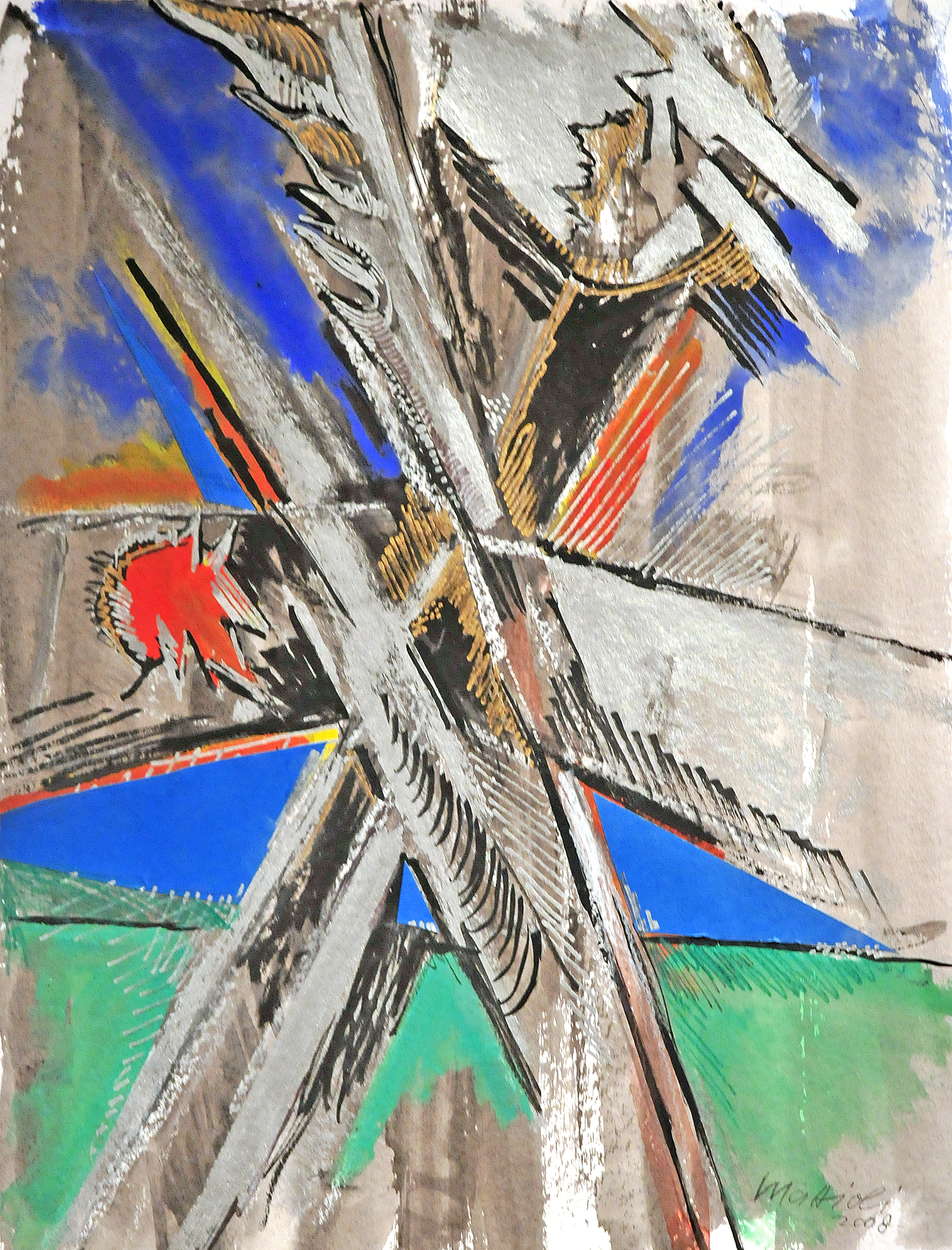
Dieses Aquarell malte Silvio Mattioli als Studie zu seiner monumentalen Metallplastik Astro lux.

- Alfred Roth: Das neue Schulhaus. Girsberger-Verlag, Zürich 1957.
- Willi Rotzler: Kunst im Grünraum. In: Werk Nr. 10, Oktober 1959, Winterthur.
- Paul Nizon: Der Bildhauer Silvio Mattioli. In: Werk Nr. 4, April 1966, Winterthur.
- Marcel Joray: Schweizer Plastik der Gegenwart. Editions du Griffon, Neuchatel 1967.
- Paul Nizon: Diskurs der Enge. Kandelaber-Verlag, Bern 1970.
- Helmut Kruschwitz: Silvio Mattioli. In: Turicum. Juli 1971, Zürich.
- Fritz Billeter: Mattioli. Monografie über den Eisenplastiker Silvio Mattioli. ABC-Verlag, Zürich 1975
- Fritz Billeter: Silvio Mattioli, Eisenplastiker. In: Kunst-Bulletin, März 1976
- P. Steidl: Der Schweizer Künstler Silvio Mattioli. In: Zeitschrift für Schweisstechnik, Nr. 12, 1977, Zürich.
- John Matheson, Herbert E. Stüssi: Schweizer Bildhauer, Plastiker und Objektkünstler. SBV  Waser-Verlag, Buchs 1983.
- Max Korthals: Wer es mit dem Eisen aufnimmt... In: Schweizer Journal, Oktober 1986.
- John Matheson und Volker Schunk: Eisen 89 – Perspektiven Schweizer Eisenplastik 1934–1989. Offizin Zürich Verlags-AG, Zürich 1989.
- Matthias Frehner: Geschichte der Schweizer Eisenplastik. Dissertation. Zentralstelle der Studentenschaft, Zürich 1992.
- Volker Schunk, Heinz Ruprecht, Monique-Priscille Druey: Silvio Mattioli, Monographie. Huber Verlag, Frauenfeld 1994.
- Silvio Mattioli, Roy Oppenheim, Abt Daniel Schönbächler, Katharina Mattioli: Silvio Mattioli – Mit Feuer und Flamme – Plastisches Schaffen 1949–2004. Monografie. Huber Verlag, Frauenfeld 2004. ISBN 3-7193-1348-4
- Silvio Mattioli Metallplastiker. Huber Verlag, Frauenfeld 2009. Bildband zum 80. Geburtstag des Künstlers. Unter Mitarbeit von Tochter Katharina Mattioli, mit einem Vorwort von Matthias Frehner und Fotografien von Roland Frutig. ISBN 978-3-7193-1512-2

## Film
- Jean-Claude und Jeanine Heritier: Mit Feuer und Flamme. Zürich 1995.